# Try This
A Try This Pink harmadik stúdióalbuma.
2003-ban Pink felénekelte a Charlie angyalai: Teljes gázzal című film egyik betétdalát a Feel Good Time címmel, és emellett szerepelt is a filmben. Ez lett Pink első olyan száma, amely nem került be a Top 40-be a Billboard Hot 100-as listán, habár az angol UK Singles Charton harmadik lett. A Feel Good Time lett az első kislemez Pink harmadik, 2003. november 11-én megjelent albumának a Try Thisnek. Az album munkálataiban Linda Perry mellett részt vett még a Rancid együttes frontembere Tim Armstrong is. Habár a Try This az amerikai, angol, kanadai és ausztrál albumeladási listákon is bekerült a top 10-be, sokkal kevesebb példány kelt el belőle, mint a Missundaztoodból. (Összesen alig 3 millió világszerte.) Az albumról még három kislemez jelent meg a Trouble, a God Is a DJ és a Last to Know, de ezek nem lettek túl sikeresek az USA-ban, egyik sem került fel a Billboard Hot 100 Top 40 kislemeze közé. Ennek ellenére Pink a Trouble-ért megkapta második Grammy-díját a Legjobb női rockelőadás kategóriában és a Feel Good Time-ért jelölést kapott a Legjobb Pop együttműködés kategóriában. Az album népszerűsítése céljából Pink elindult második turnéjára a Try This Tour-ra, melynek keretein belül fellépett Európában és Ausztráliában. 2005-ben Lisa Marie Presley kérte fel egy duettre új albumára a Now Whatra. A közös daluk címe Shine lett.

## Az albumdalai
| 1.  | Trouble                     | 3:13 |
| 2.  | God is a DJ                 | 3:45 |
| 3.  | Last To Know                | 4:03 |
| 4.  | Tonight's The Night         | 3:57 |
| 5.  | Oh My God                   | 3:44 |
| 6.  | Catch Me While I'm Sleeping | 5:03 |
| 7.  | Waiting For Love            | 5:28 |
| 8.  | Save My Life                | 3:16 |
| 9.  | Try To Hard                 | 3:14 |
| 10. | Humble Neighborhoods        | 3:52 |
| 11. | Walk Away                   | 3:39 |
| 12. | Unwind                      | 3:14 |
| 13. | Feel Good Time              | 3:57 |
| 14. | Love Song                   | 2:29 |
| 15. | Hooker                      | 3:04 |